# Konrad Wasielewski
Konrad Henryk Wasielewski, född den 19 december 1984 i Szczecin i Polen, är en polsk roddare.
Han tog OS-guld i scullerfyra i samband med de olympiska roddtävlingarna 2008 i Peking.